# Tratado Anglo-Irlandês
O Tratado Anglo-Irlandês, comumente conhecido como O Tratado e, oficialmente, como os Artigos de Acordo para um Tratado entre a Grã-Bretanha e a Irlanda, foi um acordo entre o governo do Reino Unido da Grã-Bretanha e Irlanda e representantes da República Irlandesa que concluíram a Guerra da Independência da Irlanda. Previa o estabelecimento do Estado Livre Irlandês dentro de um ano como um domínio autônomo dentro da "comunidade de nações conhecida como Império Britânico", um status "igual ao do Domínio do Canadá". Também concedeu à Irlanda do Norte, que foi criada pelo Ato do Governo da Irlanda de 1920, uma opção de exclusão do Estado Livre Irlandês, que exerceu.
O acordo foi assinado em Londres em 6 de dezembro de 1921, por representantes do governo britânico (que incluía o primeiro-ministro David Lloyd George, que era o chefe dos delegados britânicos) e por representantes da República da Irlanda, incluindo Michael Collins e Arthur Griffith. Os representantes irlandeses tinham status de plenipotenciário (negociadores com poderes para assinar um tratado sem referência a seus superiores) agindo em nome da República da Irlanda, embora o governo britânico se recusasse a reconhecer esse status. Conforme exigido por seus termos, o acordo foi aprovado por "uma reunião" dos membros eleitos para fazer parte da Câmara dos Comuns da Irlanda do Sul e [separadamente] pelo Parlamento britânico. Na realidade, Dáil Éireann (a assembleia legislativa da República da Irlanda de facto) primeiro debateu e depois aprovou o tratado; os membros então prosseguiram com a "reunião". Embora o tratado tenha sido aprovado por pouco, a divisão levou à Guerra Civil Irlandesa, que foi vencida pelo lado pró-tratado.
O Estado Livre Irlandês, conforme contemplado pelo tratado, passou a existir quando sua constituição se tornou lei em 6 de dezembro de 1922 por uma proclamação real.

## Conteúdo
Entre as principais cláusulas do tratado estavam: 
- As forças da coroa se retirariam da maior parte da Irlanda.
- A Irlanda se tornaria um domínio autônomo do Império Britânico, um status compartilhado pela Austrália, Canadá, Terra Nova, Nova Zelândia e a União da África do Sul.
- Tal como acontece com os outros domínios, o Rei seria o Chefe de Estado do Estado Livre Irlandês (Saorstát Éireann) e seria representado por um Governador Geral.
- Os membros do parlamento do novo estado livre seriam obrigados a fazer um juramento de fidelidade ao estado livre irlandês. Uma parte secundária do juramento era "ser fiel a Sua Majestade o Rei George V, seus herdeiros e sucessores por lei, em virtude da cidadania comum".
- A Irlanda do Norte (que havia sido criada anteriormente pelo Ato do Governo da Irlanda) teria a opção de se retirar do Estado Livre da Irlanda no prazo de um mês após a entrada em vigor do Tratado.
- Se a Irlanda do Norte decidir se retirar, uma Comissão de Fronteira será constituída para traçar a fronteira entre o Estado Livre da Irlanda e a Irlanda do Norte.
- A Grã-Bretanha, para sua própria segurança, continuaria a controlar um número limitado de portos, conhecidos como Portos do Tratado, para a Marinha Real. Em outubro de 1920, o primeiro-ministro britânico Lloyd George expressou seus pensamentos sobre o controle irlandês dos militares: "O temperamento irlandês é uma incerteza e forças perigosas como exércitos e marinhas ficam melhores sob o controle do Parlamento Imperial."
- O Estado Livre Irlandês assumiria a responsabilidade por uma parte proporcional da dívida do Reino Unido, tal como se encontrava na data da assinatura.
- O tratado teria status superior na lei irlandesa, ou seja, em caso de conflito entre ele e a nova Constituição de 1922 do Estado Livre da Irlanda, o tratado teria precedência.

## Negociadores
Os negociadores incluíram:
| Lado britânico                               |                                              |
| Nome                                         | Portfólio                                    |
| David Lloyd George (presidente da delegação) | Primeiro-ministro                            |
| Lord Birkenhead                              | Lorde chanceler                              |
| Austen Chamberlain                           | Lord Privy Seal Líder da Câmara dos Comuns   |
| Winston Churchill                            | Secretário de Estado das Colônias            |
| Sir Laming Worthington-Evans, Bt             | Secretário de Estado da Guerra               |
| Sir Gordon Hewart                            | Procurador Geral                             |
| Sir Hamar Greenwood                          | Secretário Chefe para a Irlanda              |
| Lado irlandês                                |                                              |
| Nome                                         | Portfólio                                    |
| Arthur Griffith (presidente da delegação)    | Secretário de Estado das Relações Exteriores |
| Michael Collins                              | Secretário de Estado das Finanças            |
| Robert Barton                                | Secretário de Estado da Economia             |
| Eamonn Duggan                                |                                              |
| George Gavan Duffy                           |                                              |

Mapa da Irlanda, com a fronteira entre o Estado Livre Irlandês (hoje República da Irlanda) e a Irlanda do Norte (que integra o Reino Unido da Grá-Bretanha e Irlanda do Norte)

Notavelmente, o Presidente da República da Irlanda, Éamon de Valera, não compareceu.

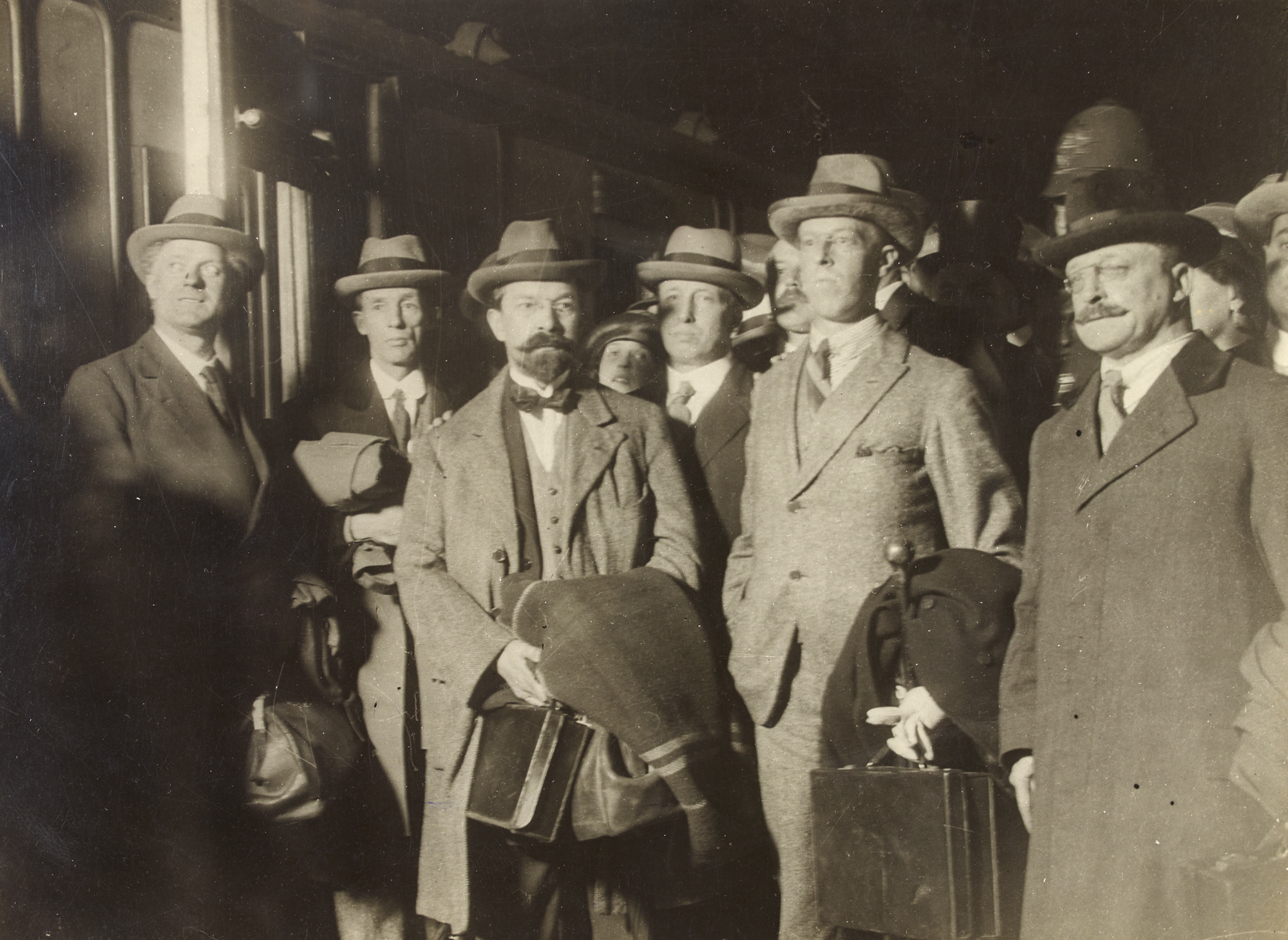
Membros do comitê de negociação irlandês voltando à Irlanda em dezembro de 1921

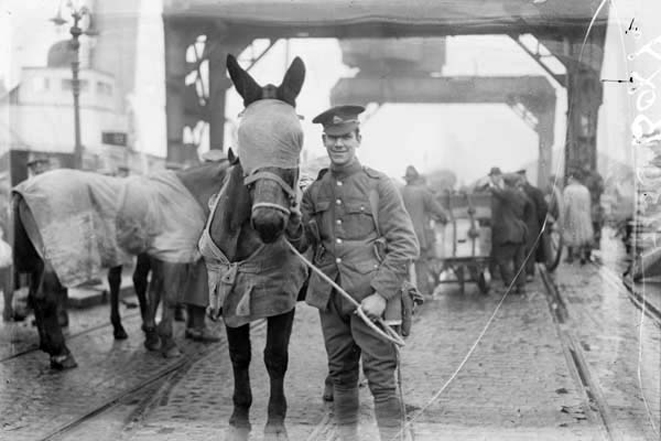
Soldados da cavalaria britânica deixando a Irlanda, 1922

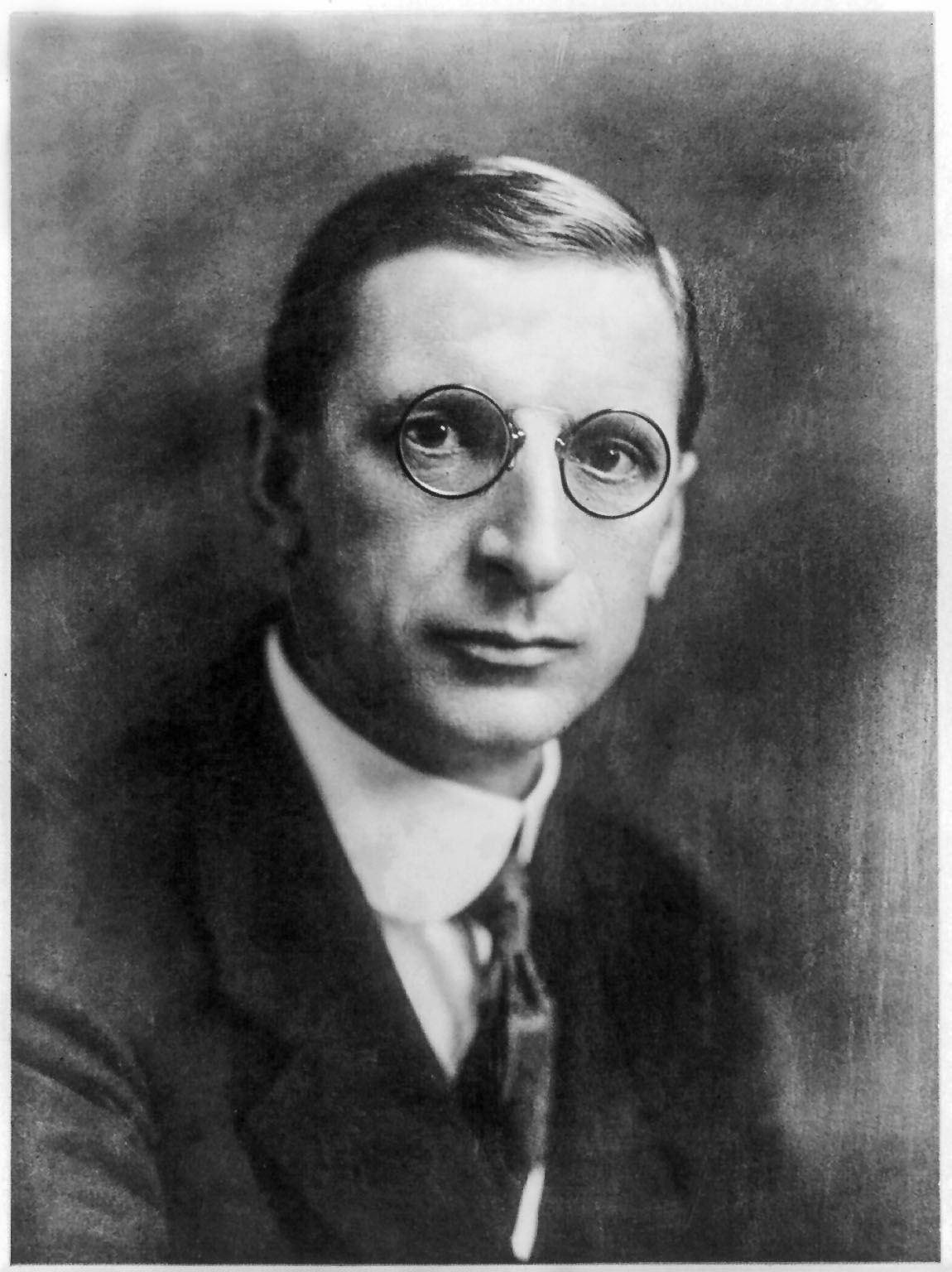
Éamon de Valera, que, como Presidente da República da Irlanda, se opôs ao Tratado

Winston Churchill desempenhou dois papéis diferentes no gabinete britânico durante o processo de independência da Irlanda: até fevereiro de 1921, ele havia sido Secretário de Estado da Guerra (ministro do Exército) na esperança de encerrar a Guerra da Independência da Irlanda; a partir de então, como Secretário de Estado das Colônias (que incluía assuntos de domínio), ele foi encarregado de implementar o tratado e conduzir as relações com o novo estado.
Erskine Childers, autora do Riddle of the Sands e ex-escrivão da Câmara dos Comuns britânica, foi uma das secretárias da delegação irlandesa. Tom Jones foi um dos principais assistentes de Lloyd George e descreveu as negociações em seu livro Whitehall Diary.

## Resultados
A divisão em torno do tratado levou à Guerra Civil Irlandesa (1922-23). Em 1922, seus dois principais signatários irlandeses, Arthur Griffith e Michael Collins, morreram. Birkenhead teria dito ao assinar o tratado: "Sr. Collins, ao assinar este Tratado eu estou assinando minha sentença de morte política", ao qual Collins teria respondido: "Lord Birkenhead, estou assinando minha sentença de morte real". Collins foi morto por republicanos anti-tratado em uma emboscada em Béal na Bláth em agosto de 1922, dez dias após a morte de Griffith por insuficiência cardíaca, que foi atribuída à exaustão. Ambos os homens foram substituídos em seus cargos por W. T. Cosgrave. Dois dos outros membros da delegação, Robert Barton e Erskine Childers, se posicionaram contra o tratado na guerra civil. Childers, chefe da propaganda anti-tratado no conflito, foi executado pelo estado livre por posse de uma pistola em novembro de 1922.

O que a Irlanda recebeu em status de domínio, a par com o desfrutado pelo Canadá, Nova Zelândia e Austrália, foi muito mais do que o Home Rule Act de 1914, e certamente um avanço considerável na regra interna uma vez oferecida a Charles Stewart Parnell no século XIX, embora à custa da exclusão da Irlanda do Norte. Mesmo as propostas de Valera feitas em segredo durante os Debates do Tratado diferiam muito pouco do texto aceito em questões essenciais, e estavam muito aquém da república autônoma de 32 condados que ele afirmava perseguir publicamente.